# Gli avvoltoi del mare
Havsgamar, conosciuto anche sotto i titoli The Sea Vultures e Vultures of the Coast è un film svedese del 1916, diretto da Victor Sjöström, basato sul romanzo Rosen på Tistelön, di Emilie Flygare-Carlén.

## Trama
Hornung ed il figlio Birger salpano nottetempo con la loro barca a motore per compiere un’operazione di contrabbando. Il fratellino di Birger, Anton, evidentemente all’oscuro dei traffici dei suoi famigliari, chiede di poterli accompagnare, e, sentendosi opporre un netto rifiuto, finisce con lo sgattaiolare clandestinamente nell’imbarcazione, dove si nasconde.
I contrabbandieri vengono intercettati dalla lancia delle autorità, con a bordo il doganiere Ejvind Arnold ed un collega. Hornung, preso alla sprovvista ed in preda al panico, uccide i due uomini, e ne affonda la barca. Anton, dal suo nascondiglio, ha visto ogni cosa, il che avrà profonde conseguenze sulla futura salute psichica del bimbo.
15 anni più tardi, mentre non si sarà ancora fatta luce su quella che viene chiamata “la misteriosa sparizione del doganiere”, diverse circostanze si sono evolute. La mansione di doganiere capo un tempo svolta dal defunto Ejvind viene ora ad essere assegnata a suo figlio Arvid; l’equilibrio psichico di Anton è ora definitivamente compromesso, al punto che viene considerato lo scemo del villaggio; e Arvid ha iniziato una relazione amorosa con Gabriele, che ai tempi era una bambina piccola, e non è altri che la figlia minore dell’assassino di suo padre, Hornung, sempre più roso dai rimorsi ed evidentemente contrario ad una tale liaison.
Anton ode il padre ed il fratello organizzare una nuova azione criminosa, e, dopo aver tentato – invano, data la sua fama di persona non dotata di retto raziocinio – di mettere in guardia Arvid, riesce a fornire al capo della polizia inoppugnabili prove della colpevolezza del padre in quello che ora si chiarisce essere l’omicidio di Ejvind.
La polizia, insieme ad Arvid, localizza il casotto mimetizzato, posto su una impervia zona rocciosa della scogliera, dove Hornung e Birger usavano stoccare la merce illecita, alla quale i due contrabbandieri, sentendosi braccati, stanno dando fuoco in fretta e furia, per cancellare ogni prova.
Le forze dell’ordine, per stanare i due delinquenti, occludono il comignolo della baracca dagli accessi sprangati, il cui interno si riempie rapidamente di fumo e vapori tossici. Gabriele, che comincia a rendersi conto dell’attività criminosa del padre, raggiunge di propria iniziativa il luogo. Intanto Arvid è riuscito a penetrare nel magazzino, dove rinviene il cadavere di Hornung: all’uscita incontra Gabriele, e la conduce via.